# Kaiserstraße 24 (Quedlinburg)

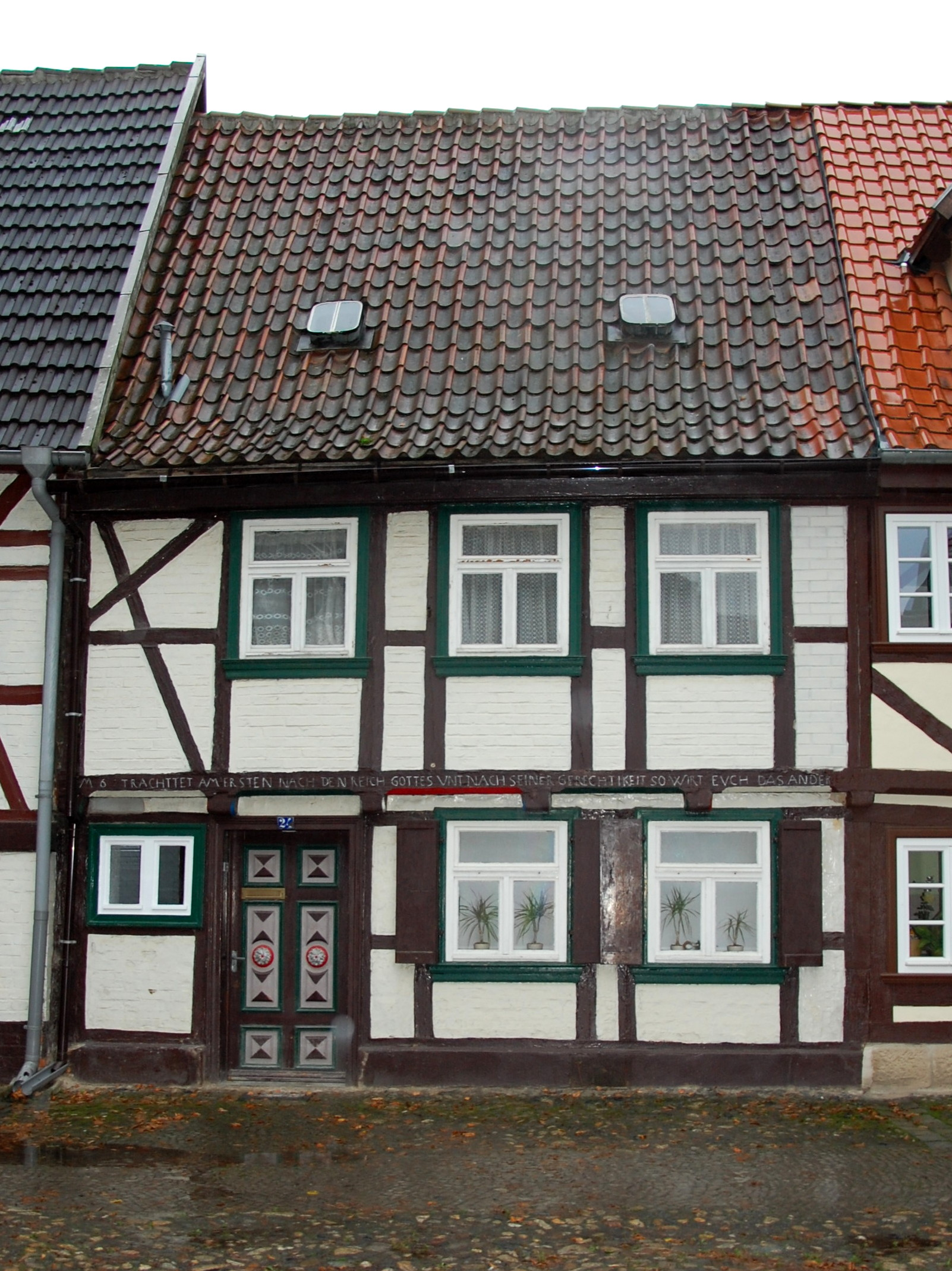
Kaiserstraße 24

Das Haus Kaiserstraße 24 ist ein denkmalgeschütztes Gebäude in der Stadt Quedlinburg in Sachsen-Anhalt.

## Lage
Es befindet sich in der historischen Quedlinburger Neustadt auf der Südseite der Kaiserstraße und ist im Quedlinburger Denkmalverzeichnis als Ackerbürgerhof eingetragen. Östlich grenzt das gleichfalls denkmalgeschützte Haus Kaiserstraße 23, westlich das Haus Kaiserstraße 25 an.

## Architektur und Geschichte
Das zweigeschossige Fachwerkhaus stammt aus der Zeit um 1720. An der Fachwerkfassade findet sich die Fachwerkfigur des Halben Manns. Die Stockschwelle ist mit einer Fase und einer Inschrift versehen. Ende des 19. Jahrhunderts erfolgte eine Umgestaltung.
Zum Anwesen gehören auch drei schlichte Hofflügel, zwei auf der Ost- und einer auf der Südseite. Einer der Ostflügel stammt ebenfalls aus der Zeit um 1720. Die übrigen Gebäude entstanden im 19. Jahrhundert.